# Martin Emmrich
Martin Emmrich (Magdeburgo, 17 de dezembro de 1984) é um tenista profissional alemão.

## ATP finals

### Duplas: 7 (3–4)
| Legenda                           |
| --------------------------------- |
| Grand Slam (0–0)                  |
| ATP World Tour Finals (0–0)       |
| ATP World Tour Masters 1000 (0–0) |
| ATP World Tour 500 Series (0–0)   |
| ATP World Tour 250 Series (3–4)   |

| Finais por Piso |
| --------------- |
| Duro (1–1)      |
| Saibro (2–2)    |
| Grama (0–1)     |
| Carpete (0–0)   |

| Posição | N. | Data            | Torneio                                       | Piso     | Parceiro           | Oponentes                        | Placar           |
| ------- | -- | --------------- | --------------------------------------------- | -------- | ------------------ | -------------------------------- | ---------------- |
| Vice    | 1. | 6 Maio 2012     | Serbia Open, Belgrado, Servia                 | Saibro   | Andreas Siljeström | Jonathan Erlich Andy Ram         | 6–4, 2–6, [6–10] |
| Campeão | 1. | 21 Outubro 2012 | Erste Bank Open, Viena, Áustria               | Duro (i) | Andre Begemann     | Julian Knowle Filip Polášek      | 6–4, 3–6, [10–4] |
| Vice    | 2. | 6 Janeiro 2013  | Chennai Open, Chennai, Índia                  | Duro     | Andre Begemann     | Benoît Paire Stanislas Wawrinka  | 2–6, 1–6         |
| Campeão | 2. | 25 Maio 2013    | Power Horse Cup, Düsseldorf, Alemanha         | Saibro   | Andre Begemann     | Treat Conrad Huey Dominic Inglot | 7–5, 6–2         |
| Vice    | 3. | 22 Junho 2013   | Topshelf Open, 's-Hertogenbosch, Holanda      | Grama    | Andre Begemann     | Max Mirnyi Horia Tecău           | 3–6, 6–7(4–7)    |
| Campeão | 3. | 3 Agosto 2013   | Bet-at-home Cup Kitzbühel, Kitzbühel, Áustria | Saibro   | Christopher Kas    | František Čermák Lukáš Dlouhý    | 6–4, 6–3         |
| Vice    | 4. | 24 Maio 2014    | Düsseldorf Open, Düsseldorf, Alemanha         | Saibro   | Christopher Kas    | Santiago González Scott Lipsky   | 5–7, 6–4, [3–10] |